# Notharchus
Genre
Le genre Notharchus comprend six espèces d'oiseaux appartenant à la famille des Bucconidae.

## Liste des espèces
D'après la classification de référence (version 2.2, 2009) du Congrès ornithologique international (ordre phylogénique) :
- Notharchus hyperrhynchus – Tamatia à front blanc
- Notharchus macrorhynchos – Tamatia à gros bec
- Notharchus swainsoni – Tamatia de Swainson
- Notharchus pectoralis – Tamatia à plastron
- Notharchus ordii – Tamatia de Cassin
- Notharchus tectus – Tamatia pie